# Чемпіонат Європи з художньої гімнастики 2009
Чемпіонат Європи з художньої гімнастики 2009 пройшов з 15 по 17 травня в місті Баку, Азербайджан у спортивному концертному комплексі імені Гейдара Алієва.

## Медалісти
| Дисципліна         | Золото                                            | Срібло                                                  | Бронза                                                   |
| Команда            | Команда                                           | Команда                                                 | Команда                                                  |
| ------------------ | ------------------------------------------------- | ------------------------------------------------------- | -------------------------------------------------------- |
| Командна першість  | Росія Вєра Сесіна Євгенія Канаєва Ольга Капранова | Азербайджан Алія Гараєва Зейнаб Джавадли Анна Гурбанова | Україна Ганна Безсонова Дар'я Кушнерова Аліна Максименко |
| Особиста першість  |                                                   |                                                         |                                                          |
| Вправа з скакалкою | Євгенія Канаєва (RUS)                             | Вєра Сесіна (RUS)                                       | Ганна Безсонова (UKR)                                    |
| Вправа з обручем   | Євгенія Канаєва (RUS)                             | Вєра Сесіна (RUS)                                       | Ганна Безсонова (UKR)                                    |
| Вправа з стрічкою  | Євгенія Канаєва (RUS)                             | Вєра Сесіна (RUS)                                       | Ганна Безсонова (UKR)                                    |
| Вправа з м'ячем    | Євгенія Канаєва (RUS)                             | Ганна Безсонова (UKR)                                   | Алія Гараєва (AZE)                                       |

## Медалісти (групові вправи), юніори
| Дисципліна     | Золото         | Срібло         | Бронза         |
| Групові вправи | Групові вправи | Групові вправи | Групові вправи |
| -------------- | -------------- | -------------- | -------------- |
| 5 стрічок      | Росія          | Азербайджан    | Білорусь       |

## Медальний залік
| Місце              | Країна             | Золото | Срібло | Бронза | Загалом |
| ------------------ | ------------------ | ------ | ------ | ------ | ------- |
| 1                  | Росія (RUS)        | 6      | 3      | 0      | 9       |
| 2                  | Азербайджан (AZE)  | 0      | 2      | 1      | 3       |
| 3                  | Україна (UKR)      | 0      | 1      | 4      | 5       |
| 4                  | Білорусь (BLR)     | 0      | 0      | 1      | 1       |
| Загалом (4 збірні) | Загалом (4 збірні) | 6      | 6      | 6      | 18      |

## Зовнішні посилання
- Official site (English version)